# Mistrzostwa Azji w Zapasach 1983
Mistrzostwa Azji w zapasach w 1983 roku przeprowadzone w okresie od 8 do 13 listopada w Teheranie (Iran).

## Tabela medalowa
|    | Państwo  |    |   |    | Razem: |
| -- | -------- | -- | - | -- | ------ |
| 1. | Iran     | 16 | 4 | 0  | 20     |
| 2. | Japonia  | 3  | 6 | 3  | 12     |
| 3. | Indie    | 1  | 7 | 10 | 18     |
| 4. | Pakistan | 0  | 3 | 4  | 7      |
| 5. | Chiny    | 0  | 0 | 3  | 3      |

## Wyniki

### styl wolny
| Waga    | Złoto:              | Srebro:               | Brąz:                |
| 48 kg   | Madżid Torkan       | Takashi Kobayashi     | Liang Dejin          |
| 52 kg   | Jaghub Nadżafi      | Kuldeep Singh         | Zhang Jianhua        |
| 57 kg   | Askari Mohammadijan | Toshio Asakura        | Guanbunima           |
| 62 kg   | Kazuhito Sakae      | Mohsen Kawe           | Ashok Kumar          |
| 68 kg   | Chosrou Piszrou     | Kōkichi Sugino        | Jagmander Singh      |
| 74 kg   | Ajatollah Wagozari  | Naomi Higuchi         | Naresh Kumar         |
| 82 kg   | Hossein Mohebbi     | Jagdish Kumar         | Ahmed Khalil         |
| 90 kg   | Hassan Mohebbi      | Abdul Majeed Maruwala | Sukhbir Singh        |
| 100 kg  | Tamon Honda         | Hosejn Golabi         | Kartar Dhillon Singh |
| +100 kg | Ali Reza Solejmani  | Rajinder Singh        | Hirokazu Ōkawa       |

### styl klasyczny
| Waga    | Złoto:               | Srebro:               | Brąz:           |
| 48 kg   | Morteza Papi-Nija    | Ram Pal               | Abid Hussain    |
| 52 kg   | Ali Chani            | Sanaullah             | Kuldeep Singh   |
| 57 kg   | Toshio Asakura       | Gholam Mohseni        | Rohtas Singh    |
| 62 kg   | Hosejn Turanijan     | Kazuhito Sakae        | Ashok Kumar     |
| 68 kg   | Mohammad Bana        | Kōkichi Sugino        | Jagmander Singh |
| 74 kg   | Musa Tabatabaji      | Naresh Kumar          | Naomi Higuchi   |
| 82 kg   | Ferejdun Behnampur   | Jagdish Kumar         | Muhammad Anwar  |
| 90 kg   | Hassan Babak         | Abdul Majeed Maruwala | Sukhbir Singh   |
| 100 kg  | Kartar Dhillon Singh | Hesamoddin Dżafari    | Khalid Ahmed    |
| +100 kg | Dawud Ajjub          | Rajinder Singh        | Hirokazu Ōkawa  |